# Szkoła Średnia nr 10 we Lwowie

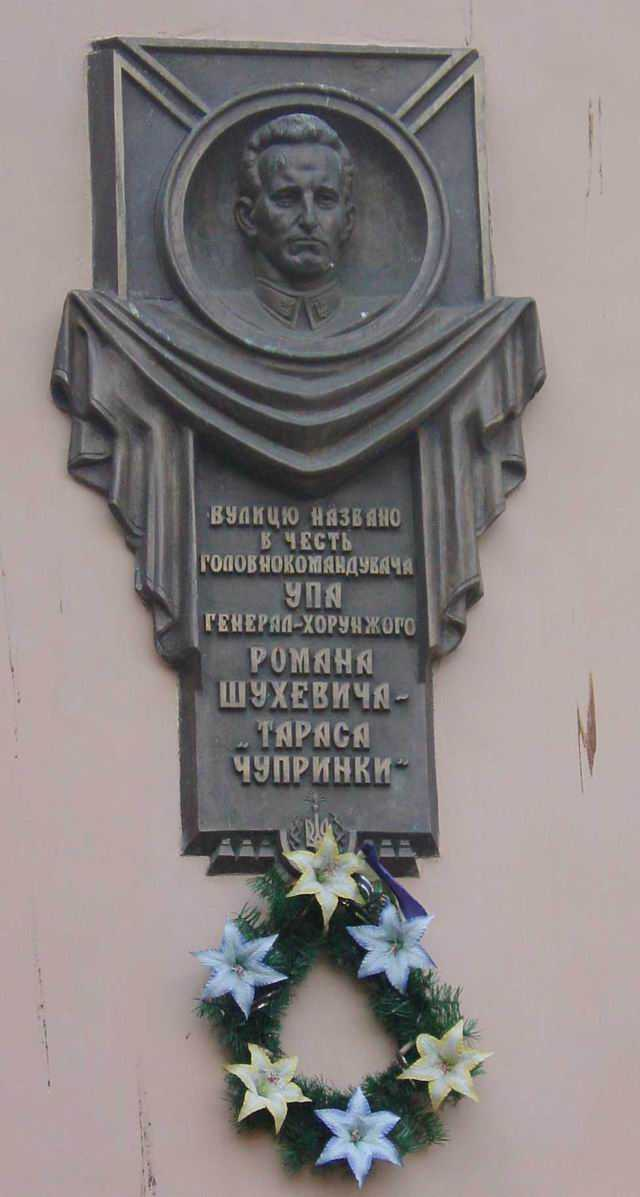
Tablica Romana Szuchewycza na fasadzie szkoły Marii Magdaleny

Szkoła Średnia nr 10 im. św. Marii Magdaleny we Lwowie – założona w 1816 roku jako Lwowska Szkoła Trywialna imienia św. Marii Magdaleny, współcześnie jedna z dwóch szkół średnich we Lwowie z nauczaniem dwujęzycznym w języku ukraińskim i języku polskim.

## Historia

### Lata 1816-1918
Szkoła powstała w 1816 roku. Rozpoczęcie jej działalności jest ściśle związane z Kościołem pod wezwaniem św. Marii Magdaleny. Placówka otrzymała imię owej świętej. Do roku 1845 lekcje miały charakter koedukacyjny, później utworzono dwie osobne szkoły dla chłopców i dziewcząt.
Po utracie niepodległości, szkoła znalazła się na terenie zaboru austriackiego. Językiem wykładowym do 1848 stał się niemiecki. W 1875 ustanowiona została Rada Szkolna Okręgowa, co dawało szkole pewną autonomię.

### „Złoty okres”
Lata 1934-1939 są w kronikach szkolnych zwane "złotym okresem". Ogromny udział w szybkim rozwoju szkoły tego czasu miał dyrektor Mieczysław Opałek. Zaczęto organizować wystawy szkolne, które były wtedy zjawiskiem oryginalnym, a zarazem odbiegającym od rutyny nauczania.

### II wojna światowa i czasy późniejsze
Z powodu wybuchu wojny rok szkolny 1939/1940 nie rozpoczął się. Duże znaczenie w tym czasie miały organizacje harcerskie, m.in. "Pogotowie Harcerskie", w którym działali uczniowie szkoły. W budynku placówki umieszczona została I Ochotnicza Kampania Harcerska, która brała udział w obronie Lwowa we wrześniu 1939 roku (jej dowódcą był por. Zbigniew Czekański). 
Czasy radzieckiej Ukrainy to trudny okres historii szkoły. Językiem nauczania pozostał język polski, jednak szkole odebrano imię patronki i zastąpiono go liczbą 10, a dyrekcja zmagała się z trudnościami materialnymi. W 1961 roku władze radzieckie odebrały szkole status szkoły średniej. Szkoła borykała się z problemem braku podręczników, a dodatkowo musiała walczyć z sowiecką ideologią, która była narzucana systemowi nauczania. Duże znaczenie miały zajęcia pozalekcyjne, koła zainteresowań, na których uczniowie nie tylko zdobywali wiedzę, ale też uczyli się prawidłowych postaw moralnych.
Lata 1945-1990 to czas walki o polskość. Szkoła nieraz zagrożona była zamknięciem. Po uzyskaniu niepodległości przez Ukrainę w 1991 roku przywrócono szkole status szkoły średniej.
W latach 90. Rada Miejska Lwowa umieściła na budynku szkoły tablicę poświęconą ukraińskiemu zbrodniarzowi wojennemu Romanowi Szuchewyczowi.
Szkoła od wielu lat walczyła o przywrócenie swojej historycznej nazwy. 27 lipca 2013 roku Rada Miejska Lwowa uchwaliła decyzję o przywróceniu szkole historycznego imienia Św. Marii Magdaleny.

### Współczesność
Szkoła liczy 300 uczniów i 35 nauczycieli. Budynek składa się z 16 sal lekcyjnych, sali sportowej oraz biblioteki.